# Rhyacophila pulchra
Rhyacophila pulchra är en nattsländeart som beskrevs av Schmid 1952. Rhyacophila pulchra ingår i släktet Rhyacophila och familjen rovnattsländor. Inga underarter finns listade i Catalogue of Life.